# Wieża widokowa na Czantorii Wielkiej
Wieża widokowa na Czantorii Wielkiej – metalowa wieża widokowa o wysokości 29 metrów, znajdująca się na szczycie Wielkiej Czantorii – najwyższym szczycie Beskidów Cieszyńskich. Właścicielem obiektu i zarządcą jest gmina Nydek. Wieża jest częścią Ścieżki Rycerskiej, szlaku turystycznego z wieloma przystankami naukowymi dotyczącymi Beskidów Śląskich.

## Widok
Ze szczytu wieży widokowej na Czantorii Wielkiej można podziwiać wioskę Nýdek oraz Beskidy Morawsko-Śląskie, w dobrych warunkach pogodowych na horyzoncie dostrzec można także Jesioniki. W kierunku Słowacji znajduje się region Kysuce, w oddali widać Tatry. W kierunku Polski rozpościera się uzdrowiskowe miasto Ustroń i dolina rzeki Wisły.